# Teenage Time Killers
I Teenage Time Killers sono un supergruppo musicale formatosi nel febbraio del 2014 da Mike Murphy chitarrista dei My Ruin e da Reed Mullin  batterista dei Corrosion of Conformity.
Il gruppo è composto da vari volti noti nel mondo della musica e sono il batterista Dave Grohl (Foo Fighters, Them Crooked Vultures ed ex Nirvana), il cantante e chitarrista Corey Taylor (Slipknot, Stone Sour), il cantante Keith Morris (Black Flag, Circle Jerks, Off!), il bassista Nick Oliveri (Queens of the Stone Age) e Jello Biafra (frontman dei Dead Kennedys)
L'album di debutto, dal titolo Greatest Hits Vol. 1, è stato pubblicato in streaming in esclusiva sul sito del New York Times il 24 luglio 2015, una settimana prima della pubblicazione ufficiale. Registrato nello studio di Grohl, l'album contiene una versione del poema di John Cleese "Ode to Hannity", cantata da Biafra.

## Discografia
- 2015 - Greatest Hits Vol. 1